# Fredropol
Fredropol ist eine ehemalige Stadt im Powiat Przemyski der Woiwodschaft Karpatenvorland in Polen. Sie ist Sitz der gleichnamigen Landgemeinde mit etwa 5600 Einwohnern.

## Geschichte

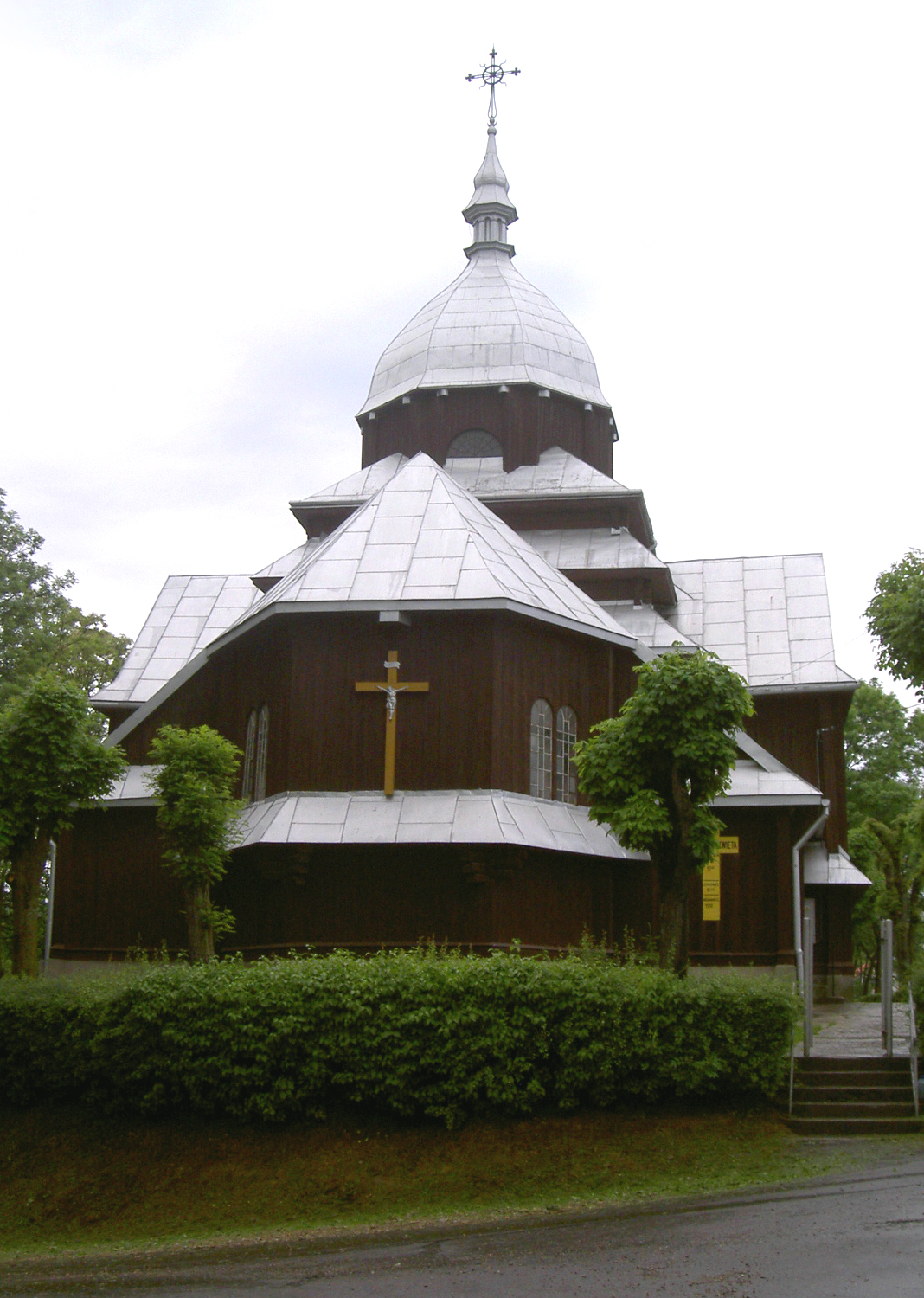
Ehemalige griechisch-katholische Kirche

Die Stadt wurde von Andrzej Maksymilian Fredro südöstlich des Dorfs Kormanice in der zweiten Hälfte des 17. Jahrhunderts gegründet. Die Stadt war sehr klein, die (griechisch-)orthodoxe Kirche sowie das Schloss von Fredro befanden sich in Kormanice.
Bei der Ersten Teilung Polens wurde Fredropol 1772 Teil des habsburgischen Galiziens.
1918, nach dem Ende des Ersten Weltkriegs und dem Zusammenbruch Österreich-Ungarns, kam die Gemeinde zu Polen. Im Jahr 1921 hatte die Gemeinde 52 Häuser und 302 Einwohner, davon 269 waren griechisch-katholisch, 23 römisch-katholisch, 10 waren Juden. Im Zweiten Weltkrieg wurde die Stadt zuerst von der Sowjetunion und 1941 von Deutschland besetzt. Im Rahmen der Aktion Weichsel im Mai 1947 wurden die ortsansässigen Ukrainer zwangsumgesiedelt.
Von 1975 bis 1998 gehörte Fredropol zur Woiwodschaft Przemyśl.

## Sehenswürdigkeiten
- Ehemalige griechisch-katholische Holzkirche, heute römisch-katholisch, 1860 erbaut und 1937 renoviert.

## Gemeinde
Die Landgemeinde (gmina wiejska) Fredropol hat etwa 5600 Einwohner und eine Fläche von fast 160 Quadratkilometern.